# Franz Eckert
Franz Eckert (Nowa Ruda, 5 aprile 1852 – Seul, 6 agosto 1916) è stato un compositore tedesco.
Nacque a Neurode (attuale Nowa Ruda, che all'epoca era in Germania) e morì a Keijō (attuale Seul), all'età di 64 anni.
Studiò al conservatorio di Breslavia ed al Conservatorio Reale di Dresda, e si specializzò in musica militare a Nysa.
Compose l'inno dell'Impero coreano e Kimi ga yo